# Хучель
Хуче́ль (рос. Хучель, чув. Хучел) — присілок у складі Канаського району Чувашії, Росія. Адміністративний центр Хучельського сільського поселення.
Населення — 260 осіб (2010; 239 у 2002).
Національний склад:
- чуваші — 95 %